# 방랑의 영웅
"방랑의 영웅"(放浪의 英雄)은 한국에서 제작된 김시현 감독의 1974년 영화이다. 윤양하 등이 주연으로 출연하였고 박종찬 등이 제작에 참여하였다.

## 출연
- 윤양하
- 황인식
- 김진희